# 新居利光
新居 利光（あらい としみつ、1948年3月14日 - ）は、日本の男性声優。大阪府出身。かつては事務所大阪テレビタレントビューロー（TTB）に所属していた。

## 出演
太字はメインキャラクター。

### ゲーム
- CAPCOM VS. SNKシリーズ（ルガール・バーンシュタイン、ゴッド・ルガール）
- ザ・キング・オブ・ファイターズシリーズ（ルガール・バーンシュタイン〈『'94』 - 『2000』、『2002UM』〉、ハイデルン、草薙柴舟〈『'95』〉、オリジナルゼロ）
- サムライスピリッツシリーズ（服部半蔵）

### テレビ番組
- 世界の逸品[2]
- スポーツマガジン
- これが問題!土曜8時[2]

### CM
- 髙島屋[2]
- 松本引越しセンター
- 餃子の王将
- 松下電工